# Komi Biova Akakpo
Komi Biova Akakpo (* 31. Dezember 1995), auch einfach nur Komi Akakpo genannt, ist ein togoischer Fußballspieler.

## Karriere

### Verein
Komi Biova Akakpo stand von 2017 bis 2018 in Myanmar bei Rakhine United unter Vertrag. Wo er vorher gespielt hat, ist unbekannt. Der Verein aus Sittwe spielte in der ersten Liga des Landes, der Myanmar National League. Für Rakhine absolvierte er 42 Erstligaspiele und schoss dabei zwei Tore. Wo er 2019 gespielt hat, ist unbekannt. Der ebenfalls in der ersten Liga spielende Chin United aus dem Chin-Staat nahm ihn Anfang 2020 unter Vertrag. Nach der Hinserie wurde der Verein aufgelöst. Für Chin stand er dreimal in der ersten Liga auf dem Spielfeld.

### Nationalmannschaft
Komi Biova Akakp spielte dreimal in der U20-Nationalmannschaft von Togo.